# Дипдейл
«Ди́пдейл» (англ. Deepdale Stadium) — футбольный стадион в Престоне, графство Ланкашир, Англия. Домашний стадион футбольного клуба «Престон Норт Энд» с 1878 года. Считается старейшим из непрерывно используемых в клубных матчах футбольным стадионом в мире.

## История
Стадион был построен в 1875 году на месте фермы для проведения матчей по крикету и регби. Первый футбольный матч на нём прошёл 5 октября 1878 года. С тех пор на стадионе выступает футбольный клуб «Престон Норт Энд».

### Старый «Дипдейл»
С ростом популярности футбола стадион расширялся. 8 сентября 1888 года на «Дипдейле» прошёл первый матч в рамках Футбольной лиги, в котором «Престон Норт Энд» разгромил «Бернли» со счётом 5:2. В 1890-е годы была возведена западная трибуна (West Paddock), в углу его расположился шатёр для раздевалок (ранее футболисты переодевались в старом отеле «Дипдейл»).
В 1921 году стадион расширился: была построена трибуна (холм) спион коп, а западная трибуна была расширена для соединения со спион коп.
Впоследствии футбольное поле было передвинуто на три ярда севернее для строительства трибуны «Таун Энд», завершённое в 1928 году. Также были построены два туннеля под спион коп. После этого вместимость стадиона выросла до 45 тысяч. Однако в 1933 году «Таун Энд» была частично уничтожена пожаром, после чего её пришлось восстанавливать. В 1934 году была возведена относительно небольшая трибуна под названием «Павильон» длиной всего 50 ярдов, вместившая офисные помещения и раздевалки.
23 апреля 1938 года на стадионе прошёл матч Первого дивизиона между «Престон Норт Энд» и «Арсеналом», за которым наблюдало 42 684 зрителя — это рекорд посещаемости стадиона.
На стадионе также выступала женская футбольная команда «Дик, Керрс Лейдиз», очень популярная в 1920-е годы и даже побеждавшая команды, в которых играли профессиональные футболисты-мужчины.
В 1960-е и 1980-е годы надо всеми трибунами были возведены крыши, также были расширены террасы.

### Искусственный газон
В 1986 году руководство «Престона» приняло решение об укладке искусственного (пластикового) газона на поле «Дипдейл» для использования его даже в плохую погоду. Планировалось это для генерации дополнительной прибыли от сдачи стадиона в аренду на матчи местных команд при снижении количества отменённых из-за непогоды матчей, а также для использования стадиона в качестве тренировочного поля.
На тот момент «Дипдейл» был одним из четырёх футбольных стадионов в Англии с искусственным газоном, но это вызывало недовольство болельщиков. В 1994 году искусственное покрытие было заменено на натуральное, к тому моменту это был последний оставшийся стадион с искусственным газоном в Англии.

### Реновация

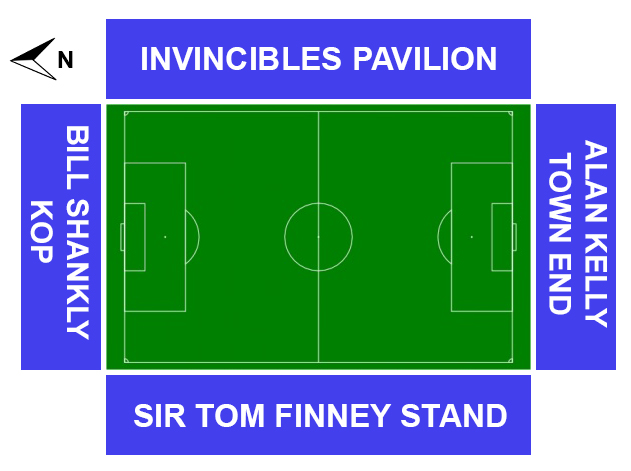
План стадиона

Концепция реконструкции «Дипдейла» была основана на реконструкции итальянского стадиона «Луиджи Феррарис» в Генуе.
Реконструкция началась в 1995 году, когда старая западная трибуна была демонтирована, а на её месте возведена новая трибуна имени сэра Тома Финни стоимостью 4,4 млн фунтов. На этой трибуне, кроме собственно зрительских мест, были размещены помещения для прессы и рестораны.
В 1998 году был реконструирован холм (коп) имени Билла Шенкли, а в 2001 году — трибуна имени Алана Келли, заменившая популярную террасу «Таун Энд». В 2008 году на крыше холма Билла Шенкли был установлен 5-метровый экран.
Старая трибуна «Павильон» была переименована в «Павильон неуязвимых» (Invincibles Pavilion) в сезоне 2008/09. Название трибуны является отсылкой к команде «Престон Норт Энд» в сезоне 1888/89, ставшей первым чемпионом Англии, первым обладателем «дубля», а также единственным английским клубом, прошедшим сезон без поражений в лиге и в кубке страны. «Павильон неуязвимых» включает VIP-ложи и ресторан, из которого открывается вид на поле.
В настоящее время «Дипдейл» вмещает более 23 тысяч зрителей на четырёх трибунах:
- Трибуна сэра Тома Финни (Sir Tom Finney Stand): 7893 мест
- Холм Билла Шенкли (Bill Shankly Kop): 5933
- Окраина Алана Келли (Alan Kelly Town End): 5859
- Павильон «неуязвимых» (Invincibles Pavilion): 3719

## Статуя сэра Тома Финни

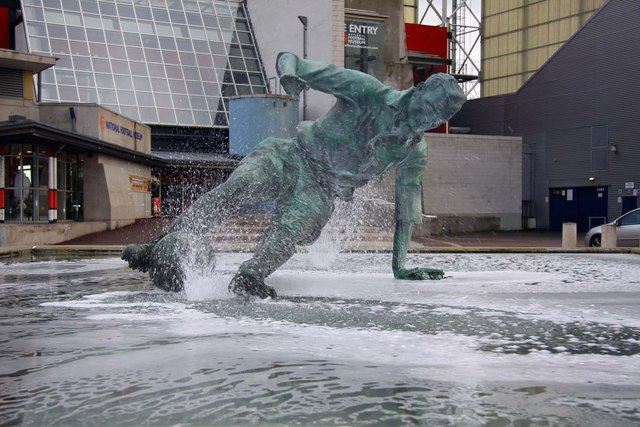
«Брызги», памятник сэру Тому Финни

Неподалёку от стадиона находится памятник сэру Тома Финни, знаменитому игроку «Престон Норт Энд», работы престонского скульптора Питера Ходжкинсона.
Памятник был открыт в июле 2004 года. Композиция была основана на знаменитой фотографии, сделанной 5 августа 1956 года на стадионе «Стэмфорд Бридж», на которой Том Финни скользит на мокром газоне в луже брызг.
Игра была в 1956-м. Прямо перед самым матчем прошёл сильный ливень. Сегодня игру бы отменили, потому что на газоне были огромные лужи. Я собирался обыграть защитника, но мяч угодил прямо в лужу воды. Это было фантастическое фото, оно была признано лучшей спортивной фотографией года. Памятник довольно точно её отражает.Том Финни

## Международные матчи
Стадион принимал 3 матча группового этапа и полуфинал чемпионата Европы среди женщин 2005 года.
28 марта 2011 года на стадионе прошёл матч между сборной Англии до 21 года и сборной Исландии до 21 года.
В 2012 году сборная Англии до 19 лет провела на «Дипдейле» две игры элитного квалификационного раунда к чемпионату Европы до 19 лет против сборных Словении и Швейцарии, 25 и 30 мая соответственно.